# Johann Böhm
Johann Böhm (? – Brassó, 1719. augusztus 19.) evangélikus lelkész.

## Élete
Brassói származású, 1686-ban szülővárosa gimnáziumában tanult és 1692-től a wittenbergi egyetem hallgatója volt; 1707-ben Brassóban gimnáziumi tanár, 1713-ban ugyanott lelkész lett. Pestisben halt meg.

## Munkái
- In nomine Spiritus S. advenientis. Vitebergae, 1693.
- Dissertatio de aerario publico… die 10 martii 1694. Uo.
- Disputatio theol.-can.-catholica de Christi officio in genere et de prophetico in specie. Uo. 1694.